# Elisa Desco
Elisa Desco est une athlète italienne, née le 30 mai 1982 à Savillan. Spécialiste de skyrunning , elle a notamment remporté le 42 km du Mont-Blanc en 2014 et 2015. Elle a remporté trois titres de championne d'Italie de course en montagne en 2008, 2013 et 2015.

## Biographie
Elisa Desco naît le 30 mai 1982.
Elle termine première aux Championnats du monde de course en montagne 2009 mais est ensuite contrôlée positive à l'EPO. Elle est déchue de son titre et reçoit une suspension de deux ans,.

## Vie privée
Elle est en couple avec Marco De Gasperi. Ils ont deux filles, nées en 2010 et 2017.

## Résultats

### Course en montagne
| no  | féminin            | Course                                      | Longueur | Départ            | Temps           |
| --- | ------------------ | ------------------------------------------- | -------- | ----------------- | --------------- |
| 4e  | 4e                 | Trophée mondial de course en montagne       | 8,3 km   | 15 septembre 2007 | 41 min 25 s     |
| 2e  | Médaille d'argent  | Trophée Vanoni                              | 5 km     | 21 octobre 2007   | 22 min 30 s     |
| 1re | Médaille d'or      | Championnats d'Europe de course en montagne | 8,75 km  | 12 juillet 2008   | 40 min 00 s     |
| 3e  | Médaille de bronze | Trophée mondial de course en montagne       | 8,4 km   | 14 septembre 2008 | 45 min 29 s     |
| 2e  | Médaille d'argent  | Trophée Vanoni                              | 5 km     | 21 octobre 2012   | 22 min 11 s     |
| 43e | Médaille d'or      | Sierre-Zinal                                | 31 km    | 11 août 2013      | 2 h 58 min 33 s |
| 1re | Médaille d'or      | Trophée Vanoni                              | 5 km     | 27 octobre 2013   | 22 min 9 s      |
| 32e | Médaille d'or      | 42 km du Mont-Blanc                         | 42 km    | 29 juin 2014      | 3 h 53 min 33 s |
|     | Médaille d'or      | K42 Adventure Marathon                      | 42 km    | 15 novembre 2014  | 3 h 59 min 15 s |
| 22e | Médaille d'or      | 42 km du Mont-Blanc                         | 42 km    | 28 juin 2015      | 4 h 35 min 10 s |
|     | Médaille d'or      | K42 Adventure Marathon                      | 42 km    | 14 novembre 2015  | 3 h 48 min 25 s |
| 86e | 5e                 | Sierre-Zinal                                | 31 km    | 12 août 2018      | 3 h 07 min 31 s |

### Skyrunning
Lors de la saison 2019 elle participe au circuit Skyrunner World Series dont elle remporte la première course, la Mt Awa Skyrace. Elle termine ensuite 6e de la Transvulcania. Elle reprend la tête du classement avec sa seconde place sur le Livigno Skymarathon, avant de conforter son avance en s'imposant sur l'Olympus Marathon.
| no   | féminin            | Course                              | Longueur | Départ            | Temps           |
| ---- | ------------------ | ----------------------------------- | -------- | ----------------- | --------------- |
| 38e  | Médaille de bronze | Kilomètre vertical Chiavenna-Lagùnc | 3,3 km   | 14 juillet 2013   | 40 min 49 s     |
| 13e  | Médaille d'argent  | Matterhorn Ultraks 46K              | 46 km    | 23 août 2014      | 5 h 22 min 36 s |
| 54e  | Médaille de bronze | Limone Extreme                      | 23,5 km  | 11 octobre 2014   | 2 h 52 min 40 s |
| 20e  | Médaille d'or      | Half SkyMarathon Sentiero 4 Luglio  | 21 km    | 5 juillet 2015    | 2 h 24 min 19 s |
| 62e  | Médaille de bronze | Dolomites SkyRace                   | 22 km    | 19 juillet 2015   | 2 h 28 min 36 s |
| 13e  | Médaille d'or      | Matterhorn Ultraks 46K              | 46 km    | 22 août 2015      | 5 h 23 min 47 s |
|      | Médaille d'or      | Livigno Skymarathon                 | 34 km    | 26 juin 2016      | 4 h 48 min 54 s |
| 65e  | Médaille d'argent  | Dolomites SkyRace                   | 22 km    | 17 juillet 2016   | 2 h 29 min 38 s |
|      | Médaille de bronze | Livigno Skymarathon                 | 34 km    | 16 juin 2018      | 4 h 19 min 44 s |
| 28e  | Médaille de bronze | Giir di Mont                        | 32 km    | 29 juillet 2018   | 3 h 58 min 45 s |
|      | Médaille d'or      | Mt Awa SkyRace                      | 27 km    | 21 avril 2019     | 2 h 27 min 46 s |
| 37e  | 6e                 | Transvulcania                       | 74 km    | 11 mai 2019       | 9 h 00 min 54 s |
| 60e  | Médaille d'argent  | Zegama-Aizkorri                     | 42 km    | 2 juin 2019       | 4 h 47 min 30 s |
| 27e  | Médaille d'argent  | Livigno Skymarathon                 | 34 km    | 15 juin 2019      | 3 h 56 min 13 s |
| 19e  | Médaille d'or      | Olympus Marathon                    | 44 km    | 29 juin 2019      | 5 h 14 min 18 s |
| 39e  | 4e                 | Matterhorn Ultraks Extreme          | 25 km    | 23 août 2019      | 4 h 32 min 37 s |
|      | Médaille de bronze | ZacUp SkyRace                       | 27 km    | 15 septembre 2019 | 3 h 22 min 46 s |
| 35e  | 6e                 | SkyMasters                          | 27 km    | 19 octobre 2019   | 3 h 57 min 49 s |
| 20e  | Médaille de bronze | Montreux Trail Festival - MXSky     | 30 km    | 25 juillet 2020   | 3 h 12 min 12 s |
| 20e  | Médaille d'or      | Rosetta SkyRace                     | 22 km    | 5 septembre 2021  | 2 h 37 min 28 s |
| 13e  | Médaille d'or      | Veia SkyRace                        | 31 km    | 12 septembre 2021 | 3 h 38 min 19 s |
| 22e  | Médaille de bronze | Livigno SkyMarathon                 | 34 km    | 18 juin 2022      | 4 h 52 min 28 s |
| 32e  | Médaille d'or      | Giir di Mont                        | 32 km    | 31 juillet 2022   | 4 h 0 min 57 s  |
| 24e  | Médaille de bronze | Lavaredo 20K                        | 20 km    | 22 juin 2023      | 1 h 56 min 57 s |
| 104e | 6e                 | Zegama-Aizkorri                     | 42,2 km  | 26 mai 2024       | 4 h 40 min 28 s |
| 43e  | Médaille de bronze | DoloMyths Run                       | 22 km    | 21 juillet 2024   | 2 h 36 min 53 s |
| 53e  | Médaille de bronze | Calamorro Skyrace                   | 27,5 km  | 5 avril 2025      | 3 h 5 min 13 s  |
| 37e  | Médaille d'or      | DoloMyths Run                       | 17 km    | 13 juillet 2025   | 1 h 59 min 58 s |

### Trail
| no  | féminin       | Course                                   | Longueur | Départ          | Temps           |
| --- | ------------- | ---------------------------------------- | -------- | --------------- | --------------- |
| 7e  | Médaille d'or | Doi Inthanon Thailand by UTMB - Hmong 50 | 50 km    | 9 décembre 2023 | 5 h 17 min 44 s |
| 19e | Médaille d'or | Lavaredo 50K                             | 49 km    | 28 juin 2024    | 4 h 54 min 19 s |

### Championnats du monde de skyrunning
| Épreuve / Édition                | Kilomètre vertical | SkyMarathon | Ultra SkyMarathon |
| -------------------------------- | ------------------ | ----------- | ----------------- |
| Championnats 2014 Chamonix       | —                  | Or          | —                 |
| Championnats 2016 La Vall de Boí | —                  | Bronze      | —                 |

Légende :
- : première place, médaille d'or
- : deuxième place, médaille d'argent
- : troisième place, médaille de bronze
- — : n'a pas participé à cette épreuve